# Raïon de Iemanjelinsk
Le raïon de Iemanjelinsk (en russe : Еманжелинский район, Iemanjielinski raïon) est une subdivision administrative de l'oblast de Tcheliabinsk, en Russie. Son centre administratif est la ville de Iemanjelinsk.

## Géographie
Situé dans l'Oural, le raïon couvre seulement 129 km2, ce qui en fait l'un des plus petits de l'oblast.

## Histoire
L'histoire russe des lieux remonte à la conquête de l'Est, et à l'établissement en 1747 d'une forteresse destinée à protéger les nouvelles frontières méridionales. Son histoire plus récente est liée à l'extraction du charbon.

## Administration
Le raïon est divisé en trois municipalités, regroupant sept localités.
| № | Municipalité                 | Centre       | Nombre de localité | Population (2002) |
| - | ---------------------------- | ------------ | ------------------ | ----------------- |
| 1 | Municipalité d'Iemanjelinsk  | Iemanjelinsk | 3                  | 31089             |
| 2 | Municipalité de Zaouralski   | Zaouralski   | 3                  | 7834              |
| 3 | Municipalité de Krasnogorski | Krasnogorski | 1                  | 14105             |